# Quercus tiaoloshanica
Quercus tiaoloshanica Chun & W.C.Ko – gatunek roślin z rodziny bukowatych (Fagaceae Dumort.). Występuje naturalnie w Chinach – na wyspie Hajnan.

## Morfologia
PokrójZimozielone drzewo dorastające do 12 m wysokości.
LiścieBlaszka liściowa jest skórzasta i ma kształt od podługowatego do owalnie eliptycznego. Mierzy 4–10 cm długości oraz 1,5–3 cm szerokości, jest całobrzega lub karbowana przy wierzchołku, ma klinową nasadę i ostry wierzchołek. Ogonek liściowy jest nagi i ma 6–8 mm długości.
OwoceOrzechy o kształcie od elipsoidalnego do jajowato elipsoidalnego, dorastają do 20–22 mm długości i 14–16 mm średnicy. Osadzone są pojedynczo w kubkowatych miseczkach do 35% ich długości. Same miseczki mierzą 12 mm średnicy.

## Biologia i ekologia
Rośnie w wiecznie zielonych lasach. Występuje na wysokości od 900 do 1400 m n.p.m. Kwitnie od stycznia do lutego, natomiast owoce dojrzewają od października do grudnia.